# Psamathe haploseta
Psamathe haploseta är en ringmaskart som först beskrevs av Perkins 1984.  Psamathe haploseta ingår i släktet Psamathe och familjen Hesionidae. Inga underarter finns listade i Catalogue of Life.